# U-28
O Unterseeboot 28 foi um submarino alemão do Tipo VIIA que atuou durante a Segunda Guerra Mundial .

## Comandantes
| Comandante                   | Período                                          |
| ---------------------------- | ------------------------------------------------ |
| Kptlt. Wilhelm Ambrosius     | 12 de Setembro de 1936 - 1 de Novembro de 1938   |
| Hans-Günther Looff           | 1936/37 - 30 de Setembro de 1937                 |
| Oblt. Fritz-Julius Lemp      | 28 de Outubro de 1938 - Novembro de 1938         |
| Kptlt. Günter Kuhnke         | 28 de Outubro de 1938 - 16 de Novembro de 1940   |
| Oblt. Friedrich Guggenberger | 16 de Novembro de 1940 - 11 de Fevereiro de 1941 |
| Heinrich Ratsch              | 12 de Fevereiro de 1941 - 21 de Junho de 1941    |
| Hermann Eckhardt             | 22 de Junho de 1941 - 20 de Março de 1942        |
| Oblt. Karl-Heinz Marbach     | 1 de Julho de 1942 - 30 de Novembro de 1942      |
| Oblt. Uwe Christiansen       | 1 de Dezembro de 1942 - Julho de 1943            |
| Oblt. Erich Krempl           | Julho de 1943 - 1 de Dezembro de 1943            |
| Oblt. Dietrich Sachse        | 2 de Dezembro de 1943 - 17 de Março de 1944      |

## Carreira

### Subordinação
| Período                                         | Flotilha                   |
| ----------------------------------------------- | -------------------------- |
| 12 de Setembro de 1936 - 31 de Agosto de 1939   | 2. Unterseebootsflottille  |
| 1 de Setembro de 1939 - 31 de Dezembro de 1939  | 2. Unterseebootsflottille  |
| 1 de Janeiro de 1940 - 9 de Novembro de 1940    | 2. Unterseebootsflottille  |
| 10 de Novembro de 1940 - 30 de Novembro de 1943 | 24. Unterseebootsflottille |
| 1 de Dezembro de 1943 - 17 de Março de 1944     | 22. Unterseebootsflottille |

### Patrulhas
Realizou 6 Patrulhas de Guerra e uma patrulha de rotina que durou 3 dias, totalizando 242 dias no mar.
|       | Comandante           | Partida                 | Partida       | Chegada                | Chegada       | Dias     | Toneladas  |
| ----- | -------------------- | ----------------------- | ------------- | ---------------------- | ------------- | -------- | ---------- |
| 1     | Oblt. Günter Kuhnke  | 19 de Agosto de 1939    | Wilhelmshaven | 29 de Setembro de 1939 | Wilhelmshaven | 42 dias  | 4 955      |
| 2     | Kptlt. Günter Kuhnke | 8 de Novembro de 1939   | Wilhelmshaven | 18 de Dezembro de 1939 | Wilhelmshaven | 41 dias  | 10 277     |
| 3     | Kptlt. Günter Kuhnke | 18 de Fevereiro de 1940 | Wilhelmshaven | 23 de Março de 1940    | Wilhelmshaven | 35 dias  | 11 215     |
| 4     | Kptlt. Günter Kuhnke | 20 de Maio de 1940      | Wilhelmshaven | 6 de Julho de 1940     | Wilhelmshaven | 48 dias  | 10 303     |
| 5     | Kptlt. Günter Kuhnke | 11 de Agosto de 1940    | Wilhelmshaven | 17 de Setembro de 1940 | Lorient       | 38 dias  | 14 623     |
|       | Kptlt. Günter Kuhnke | 4 de Outubro de 1940    | Lorient       | 6 de Outubro de 1940   | St. Nazaire   | 3 dias   |            |
| 6     | Kptlt. Günter Kuhnke | 12 de Outubro de 1940   | St. Nazaire   | 15 de Novembro de 1940 | Wilhelmshaven | 35 dias  | 5 389      |
| Total | Total                | Total                   | Total         | Total                  | Total         | 239 dias | 56 762 ton |

### Navios afundados/danificados peloU-28
- 11 navios afundados, num total de 42 252 GRT
- 1 navio de guerra auxiliar afundado, num total de 4 443 GRT
- 2 navios danificados, num total de 10 067 GRT
- 1 sofreu perda total, tendo 9 577 GRT

| Data        | Comandante    | Nome da Embarcação     | Toneladas | Nacionalidade |
| ----------- | ------------- | ---------------------- | --------- | ------------- |
| 14 Set 1939 | Günter Kuhnke | Vancouver City         | 4 955     | Reino Unido   |
| 17 Nov 1939 | Günter Kuhnke | Sliedrecht             | 5 133     | Países Baixos |
| 25 Nov 1939 | Günter Kuhnke | Royston Grange         | 5 144     | Reino Unido   |
| 21 Jan 1940 | Günter Kuhnke | Protesilaus (mina)     | 9 577     | Reino Unido   |
| 9 Mar 1940  | Günter Kuhnke | P. Margaronis          | 4 979     | Grécia        |
| 11 Mar 1940 | Günter Kuhnke | Eulota                 | 6 236     | Países Baixos |
| 18 Jun 1940 | Günter Kuhnke | Sarmatia               | 2 417     | Finlândia     |
| 19 Jun 1940 | Günter Kuhnke | Adamandios Georgandis  | 3 443     | Grécia        |
| 21 Jun 1940 | Günter Kuhnke | HMS Prunella           | 4 443     | Reino Unido   |
| 27 Ago 1940 | Günter Kuhnke | D/S Eva                | 1 599     | Noruega       |
| 28 Ago 1940 | Günter Kuhnke | Kyno                   | 3 946     | Reino Unido   |
| 9 Set 1940  | Günter Kuhnke | Mardinian              | 2 434     | Reino Unido   |
| 11 Set 1940 | Günter Kuhnke | Harpenden (danificado) | 4 678     | Reino Unido   |
| 11 Set 1940 | Günter Kuhnke | Maas                   | 1 966     | Países Baixos |
| 26 Out 1940 | Günter Kuhnke | Matina (danificado)    | 5 389     | Reino Unido   |
| Total       | Total         | Total                  | 66 339    |               |